# Fethullah Gülen
Fethullah Gülen (27. dubna 1941  (některé zdroje 1938, Korucuk, provincie Erzurum – 20. října 2024 Saylorsburg, Pensylvánie, USA) byl turecký islámský učenec, myslitel, intelektuál, aktivista, teolog, autor a básník, obhájce vzdělání a emeritní kazatel. Byl vůdcem náboženského hnutí, ke kterému se hlásí přes 10 milionů členů. Od konce 90. let 20. století žil v USA. Zemřel 20. října 2024 ve věku 83 let.

## Život

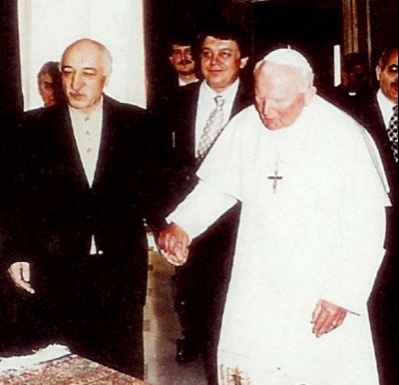
Fetullah Gülen, 1998

Narodil se jako Muhammed Fethullah Gülen v obci Korucuk v blízko města Erzurum v severovýchodní části Turecka. Jeho otec, Ramiz Gülen, byl imámem v regionu. Jeho matka Emine Hanim pečovala o rodinu a měla tedy hlavní vliv na Gülenův duchovní a náboženský vývoj. Fethullah Gülen navštěvoval základní školu v rodné vsi a poté, co se s rodinou přestěhoval do nedalekého městečka, v 50. letech začal rozvíjet své náboženské vzdělání. V roce 1959 byla Fethullahu Gülenovi v Edirne udělena státní kazatelská licence a v roce 1966 byl převeden do města Izmir. Tam se začaly formovat jeho progresivní myšlenky o vzdělání, vědě, ekonomice a sociální spravedlnosti a množství jeho stoupenců se začalo zvyšovat.
Během této doby cestoval do různých provincií v Anatolii, kde přednášel v mešitách, kavárnách a podobně. Fethullah Gülen mluvil o důležitých otázkách, od míru a sociální spravedlnosti až po teoretický naturalismus. Jeho hlavním cílem podle jeho vlastního vyjádření zůstávalo sloužit lidstvu a vést mladou generaci k harmonii mezi intelektem a náboženskou tradicí. Během svého života až do smrti byl Fethullah Gülen silně ovlivněn myšlenkami mnoha velkých muslimských učenců, mezi kterými byli: Said Nursi, Mawlana Jalaladdin Rúmí, Abu Hanifa, Ghazali, Imam Rabbani, Yunus Emre.
V souladu s těmito mysliteli ztělesňují Gülenova filozofie a knihy myšlenky altruistické služby své komunitě a lidstvu obecně, harmonii mezi inteligencí a srdcem, upřímnost a hlubokou oddanost a lásku ke stvoření. Po celý svůj život byl Gülen známý svou podporou demokracie, vědy, dialogu a nenásilí.
Fethullah Gülen je považován za zakladatele a inspirátora světového sociálního hnutí známé jako Hizmet (Služba), často známého pod názvem Gülenovo hnutí. Ve 140 zemích fungují Gülenovy školy.
V roce 1994 se stal spoluzakladatelem „Nadace novinářů a spisovatelů“ a její členové ho zvolili čestným předsedou. V roce 1997 se Fethullah Gülen kvůli lepšímu přístupu k lékařské péči přestěhoval do USA. Svůj čas věnoval čtení, psaní a zbožnosti. Jeho principem bylo „žít, aby ostatní mohli žít lépe“ („yaşatmak için yaşamak“ v turečtině). Fethullah Gülen žil v Pensylvánii, kde pokračoval v psaní a přednáškách na různá témata. Od roku 1999 byl čestným předsedou Rumiho fóra.
V roce 2008 se umístil na prvním místě v anketě o nejvýznamnější intelektuály současnosti pořádané americkým časopisem Foreign Policy.
Gülen byl až do smrti stále literárně činný a pořádal také různá přednášková turné nebo uvedení svých knih.

### Zatykač v Turecku, žádost o vydání z USA
V roce 2014 na něj byl v Turecku vydán zatykač za údajné vedení teroristické skupiny. Prezident Erdoğan, jenž přitom zpočátku sdílel s Gülenem kritiku tzv. kemalismu a byl jim společně blízký spíše náboženský proud, se poté totiž domníval, že zločinci spojení s Gülenem infiltrovali klíčové orgány včetně soudů a policie, ovládli televizní studia a usilují o jeho svržení.
Poté, co se v červenci 2016 část armády pokusila převzít moc v zemi, označil prezident Erdogan Gülena za „strůjce pokusu o převrat“. Po jeho potlačení bylo odvoláno téměř 3000 soudců a státních zástupců. Důvodem jejich propuštění bylo jejich údajné napojení právě na Gülena. Ten se však od puče distancoval. Erdogan po celou dobu žádal Spojené státy, aby ho vydaly do Turecka.